# Uwe Heinelt
Uwe Heinelt (* 8. August 1968 in Berlin) ist ein deutscher Illustrator und Comiczeichner.
Nach dem Abschluss der POS absolvierte Heinelt 1985–1987 zuerst eine Ausbildung zum Offsetdrucker. 1997 holte er das Abitur nach und begann später mit dem Studium der Gesellschafts- und Wirtschaftskommunikation an der Universität der Künste in Berlin. Seit 
1999 arbeitet er als freiberuflicher Illustrator. Er zeichnete die „Lolle“ aus der Fernsehserie Berlin, Berlin und entwarf „Betty“, eine Werbe-Figur der Berliner Verkehrsbetriebe.

## Werke
- Eva Marschall: Zwanzig Geschichten kleiner Leute und kleiner Tiere., Illustrationen, 2002
- Berlin, Berlin: 1. Froschkönige, 2004
- Berlin, Berlin: 2. Mütter sind auch nur Menschen, 2005
- Kim Winter: Schulmädchen: Bd. 1. Zickenalarm, Illustrationen, 2005
- Kim Winter: Schulmädchen: Bd. 2. Girlpower, Illustrationen (mit Rainer Engel), 2005